# Hickmanapis renison
Hickmanapis renison är en spindelart som beskrevs av Norman I. Platnick och Forster 1989. Hickmanapis renison ingår i släktet Hickmanapis och familjen Anapidae.
Artens utbredningsområde är Tasmanien. Inga underarter finns listade i Catalogue of Life.